# Hermetia sphecodes
Hermetia sphecodes är en tvåvingeart som beskrevs av Charles Howard Curran 1934. Hermetia sphecodes ingår i släktet Hermetia och familjen vapenflugor.
Artens utbredningsområde är Guyana. Inga underarter finns listade i Catalogue of Life.